# Otto zur Linde
Otto zur Linde (Essen, 26 aprile 1873 – Berlino, 16 febbraio 1938) è stato uno scrittore tedesco.

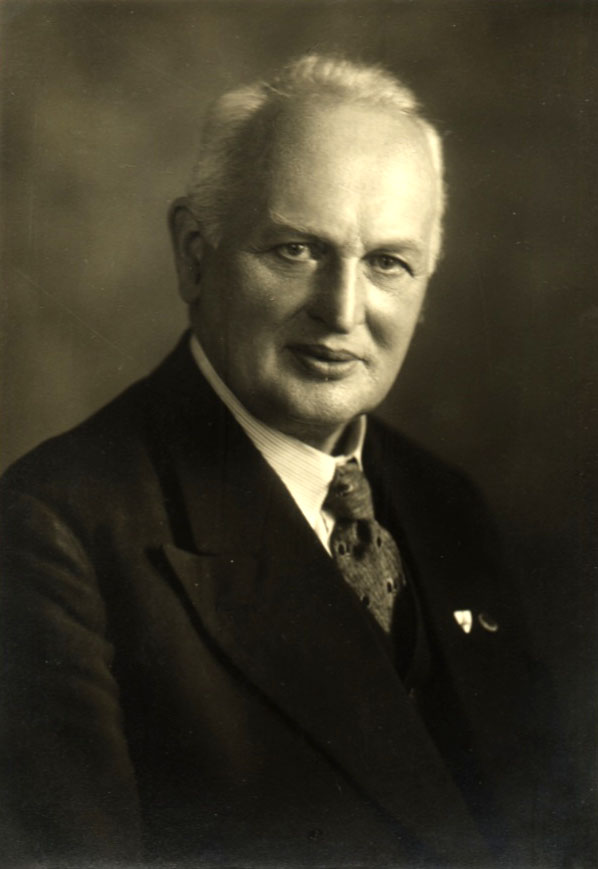
Otto zur Linde, 1921

Fu uno degli animatori del circolo letterario che ruotava intorno alla rivista Charon, della quale era stato cofondatore assieme a Rudolf Pannwitz. 

## Opere
- Heinrich Heine und die deutsche Romantik, Freiburg im Breisgau 1899
- Gedichte, Märchen und Skizzen, Dresden [u.a.] 1901
- Fantoccini, Dresden [u.a.] 1902
- Karl Philipp Moritz, Otto zur Linde (Hrsg.): Reisen eines Deutschen in England im Jahr 1782, Berlin 1903
- Die Kugel, Gr. Lichterfelde 1909
- Gesammelte Werke, Groß-Lichterfelde
  - 1. Thule Traumland, 1910
  - 2. Album und Lieder der Liebe und Ehe, 1910
  - 3. Stadt, Vorstadt, Park, Landschaft, Meer, 1911
  - 4. Charontischer Mythus, 1913
  - 5. Wege, Menschen und Ziele, 1913
  - 6. Das Buch "Abendrot", 1920
  - 7/8. Lieder des Leids, 1924
  - 9/10. Denken, Zeit und Zukunft, 1925
- Arno Holz und der Charon, Großlichterfelde 1911
- Die Hölle. Charonverlag, Gross-Lichterfelde 1921-22.
- Charon. Piper, München 1952.
- Prosa und Gedichte. Aschendorff, Münster 1974, ISBN 3-402-06311-5.
- Prosa, Gedichte, Briefe. Steiner, Wiesbaden 1974, ISBN 3-515-01960-X.